# My Chemical Romance Reunion Tour
A Turnê de Reunião de My Chemical Romance foi uma turnê de concertos da banda americana rock My Chemical Romance. Após um único show de reunião em Los Angeles em 20 de dezembro de 2019, uma turnê mundial programada para começar em 2020 foi adiada várias vezes devido à pandemia de COVID-19. Ela teve início em maio de 2022, com pernas na Europa, América do Norte, Oceania e América Latina.

## História
Em 31 de outubro de 2019, após uma pausa de seis anos, a banda anunciou uma reunião agendada para ser realizada como um evento único em Los Angeles em 20 de dezembro de 2019. Após os ingressos para o show se esgotarem em minutos, e diante de uma forte resposta positiva às notícias online, a banda posteriormente agendou mais apresentações de reunião em todo o mundo. Os anúncios iniciais se concentraram em uma série de shows de festivais de verão na Europa continental e três noites no Stadium MK em Milton Keynes, Inglaterra, seguidos por outro anúncio de uma turnê pela América do Norte.
Devido à pandemia de COVID-19, todos as apresentações da turnê em 2020, incluindo a parte norte-americana, foram adiados para 2021. Em 9 de março de 2021, foi anunciado que a performance planejada na Inglaterra, em St Austell, havia sido adiada. Foi anunciado em abril do mesmo ano que todas as datas restantes da turnê haviam sido remarcadas para 2022. Três datas adicionais da turnê na Austrália foram confirmadas em 23 de maio de 2021.

## Recepção
O primeiro dia da turnê teve ingressos esgotados com uma presença de 5.113 pessoas, arrecadando uma receita total de US$1.451.745.
A revista Consequence of Sound, deu uma crítica positiva à performance de 20 de dezembro de 2019, afirmando: "o emo está vivo e bem em 2019. Se você não acredita, deveria ter visto o My Chemical Romance se reunir na sexta à noite para o primeiro show deles em sete anos. A lendária banda de rock emo encerrou a década com um 'estouro' literal, um show 'de apenas uma noite' no Shrine Auditorium de Los Angeles, onde o cenário cheirava exatamente como o ensino médio — exceto que desta vez, ninguém tinha menos de 21 anos." Outros repórteres do NME, Rolling Stone e Kerrang! que compareceram à apresentação também deram críticas positivas ao show.

## Setlist
I Brought You My Bullets, You Brought Me Your Love
- "Vampires Will Never Hurt You"
- "Our Lady of Sorrows"
- "Headfirst for Halos"
- "Skylines and Turnstiles"
- "This Is the Best Day Ever"
- "Demolition Lovers"

Three Cheers for Sweet Revenge
- "Helena"
- "Give 'Em Hell, Kid"
- "You Know What They Do to Guys Like Us in Prison"
- "I'm Not Okay (I Promise)"
- "The Ghost of You"
- "Thank You for the Venom"
- "Hang 'Em High"
- "It's Not a Fashion Statement, It's a Fucking Deathwish"
- "Cemetery Drive"
- "I Never Told You What I Do for a Living"

Life on the Murder Scene
- "Bury Me in Black"
- "Desert Song"

The Black Parade
- "This Is How I Disappear"
- "Welcome to the Black Parade"
- "I Don't Love You"
- "House of Wolves"
- "Cancer"
- "Mama"
- "Sleep"
- "Teenagers"
- "Famous Last Words"

Danger Days: The True Lives of the Fabulous Killjoys
- "Na Na Na (Na Na Na Na Na Na Na Na Na)"
- "Bulletproof Heart"
- "SING"
- "Planetary (Go!)"
- "The Only Hope for Me Is You"
- "Save Yourself, I'll Hold Them Back"
- "S/C/A/R/E/C/R/O/W"
- "Summertime"
- "DESTROYA"
- "The Kids from Yesterday"
- "Goodnite, Dr. Death"
- "Vampire Money"

The Mad Gear and Missile Kid
- "Mastas of Ravenkroft"

Conventional Weapons
- "Boy Division"
- "Tomorrow's Money"
- "The World is Ugly"
- "Make Room!!!!"
- "Surrender the Night"
- "Burn Bright"

May Death Never Stop You
- "Fake Your Death"

Outro material
- "Sister to Sleep"
- "Heaven Help Us"
- "Kill All Your Friends"
- "Desolation Row" (Bob Dylan cover)
- "All the Angels"
- "The Foundations of Decay"
- "My Way" (Frank Sinatra cover)

A lista de músicas a seguir é do show em Los Angeles em 20 de dezembro de 2019. Não se destina a representar todos os shows da turnê.
1. "I'm Not Okay (I Promise)"
2. "Thank You for the Venom"
3. "Give 'Em Hell, Kid"
4. "House of Wolves"
5. "Summertime"
6. "You Know What They Do to Guys Like Us in Prison"
7. "Make Room!!!!"
8. "Our Lady of Sorrows"
9. "Na Na Na (Na Na Na Na Na Na Na Na Na)"
10. "Sleep"
11. "Mama"
12. "I Don't Love You"
13. "DESTROYA"
14. "Teenagers"
15. "S/C/A/R/E/C/R/O/W"
16. "Famous Last Words"
17. "The Kids from Yesterday"

Bis
1. "Vampire Money"
2. "Helena"

Bis 2
1. "Welcome to the Black Parade"

## Datas das turnês
| Data                   | Cidade           | País             | Local                         | Ato(s) de abertura                         | Ref.             |
| América do Norte       | América do Norte | América do Norte | América do Norte              | América do Norte                           | América do Norte |
| ---------------------- | ---------------- | ---------------- | ----------------------------- | ------------------------------------------ | ---------------- |
| 20 de dezembro de 2019 | Los Angeles      | Estados Unidos   | Shrine Auditorium             | Thursday                                   | [ 14 ]           |
| Europa                 |                  |                  |                               |                                            |                  |
| 16 de maio de 2022     | St. Austell      | Inglaterra       | Projeto Éden                  | Frank Turner                               | [ 15 ]           |
| 17 de maio de 2022     | St. Austell      | Inglaterra       | Projeto Éden                  | LostAlone                                  | [ 16 ]           |
| 19 de maio de 2022     | Milton Keynes    | Inglaterra       | Stadium MK                    | LostAlone Placebo Witch Fever              | [ 17 ]           |
| 21 de maio de 2022     | Milton Keynes    | Inglaterra       | Stadium MK                    | Cassyette Barns Courtney Placebo           | [ 18 ]           |
| 22 de maio de 2022     | Milton Keynes    | Inglaterra       | Stadium MK                    | Charlotte Sands Starcrawler                | [ 19 ]           |
| 24 de maio de 2022     | Dublin           | Irlanda          | Royal Hospital Kilmainham     | Gayle Starcrawler                          | [ 20 ]           |
| 25 de maio de 2022     | Dublin           | Irlanda          | Royal Hospital Kilmainham     | Gayle                                      | [ 21 ]           |
| 27 de maio de 2022     | Warrington       | Inglaterra       | Victoria Park                 | Crawlers Frank Turner Starcrawler          | [ 22 ]           |
| 28 de maio de 2022     | Cardiff          | País de Gales    | Sophia Gardens                | Funeral for a Friend LostAlone Starcrawler | [ 23 ]           |
| 30 de maio de 2022     | Glasgow          | Escócia          | OVO Hydro                     | Starcrawler                                | [ 24 ]           |
| 1 de junho de 2022     | Paris            | França           | Accor Arena                   | Starcrawler                                | [ 25 ]           |
| 2 de junho de 2022     | Rotterdam        | Países Baixos    | Rotterdam Ahoy                | Starcrawler                                | [ 26 ]           |
| 4 de junho de 2022     | Bolonha          | Itália           | Arena Parco Nord              | —                                          | [ 27 ]           |
| 6 de junho de 2022     | Munique          | Alemanha         | Olympiahalle                  | Starcrawler                                | [ 28 ]           |
| 7 de junho de 2022     | Budapeste        | Hungria          | Budapest Park                 | Barns Courtney                             | [ 29 ]           |
| 9 de junho de 2022     | Varsóvia         | Polônia          | Letnia Scena Progresji        | Karin Ann Barns Courtney                   | [ 29 ]           |
| 11 de junho de 2022    | Praga            | República Tcheca | O2 Arena                      | Manon Meurt Eclipse                        | [ 29 ]           |
| 12 de junho de 2022    | Berlin           | Alemanha         | Velódromo de Berlim           | Creeper                                    | [ 29 ]           |
| 14 de junho de 2022    | Estocolmo        | Suécia           | Gröna Lund                    | —                                          | [ 29 ]           |
| 17 de junho de 2022    | Bona             | Alemanha         | Rheinaue                      | Creeper                                    | [ 29 ]           |
| 18 de junho de 2022    | Bona             | Alemanha         | Rheinaue                      | Creeper                                    | [ 29 ]           |
| América do Norte       |                  |                  |                               |                                            |                  |
| 20 de agosto de 2022   | Oklahoma City    | Estados Unidos   | Paycom Center                 | Coheed and Cambria Dilly Dally             | [ 29 ]           |
| 21 de agosto de 2022   | San Antonio      | Estados Unidos   | Frost Bank Center             | Dilly Dally Turnstile                      | [ 29 ]           |
| 23 de agosto de 2022   | Nashville        | Estados Unidos   | Bridgestone Arena             | Dilly Dally Turnstile                      | [ 29 ]           |
| 24 de agosto de 2022   | Cincinnati       | Estados Unidos   | Heritage Bank Center          | Dilly Dally Turnstile                      | [ 29 ]           |
| 26 de agosto de 2022   | Raleigh          | Estados Unidos   | PNC Arena                     | Soul Glo Turnstile                         | [ 29 ]           |
| 27 de agosto de 2022   | Elmont           | Estados Unidos   | UBS Arena                     | The Bouncing Souls Ghösh                   | [ 29 ]           |
| 29 de agosto de 2022   | Filadélfia       | Estados Unidos   | Wells Fargo Center            | Devil Master                               | [ 29 ]           |
| 30 de agosto de 2022   | Albany           | Estados Unidos   | MVP Arena                     | Meg Myers Waterparks                       | [ 29 ]           |
| 1 de setembro de 2022  | Uncasville       | Estados Unidos   | Mohegan Sun Arena             | Meg Myers Waterparks                       | [ 29 ]           |
| 2 de setembro de 2022  | Montreal         | Canadá           | Centre Bell                   | Meg Myers Waterparks                       | [ 29 ]           |
| 4 de setembro de 2022  | Toronto          | Canadá           | Scotiabank Arena              | Meg Myers Waterparks                       | [ 29 ]           |
| 5 de setembro de 2022  | Toronto          | Canadá           | Scotiabank Arena              | Meg Myers Waterparks                       | [ 29 ]           |
| 7 de setembro de 2022  | Boston           | Estados Unidos   | TD Garden                     | Badflower Thursday                         | [ 29 ]           |
| 8 de setembro de 2022  | Boston           | Estados Unidos   | TD Garden                     | Badflower Thursday                         | [ 29 ]           |
| 10 de setembro de 2022 | Nova Iorque      | Estados Unidos   | Barclays Center               | Badflower Thursday                         | [ 29 ]           |
| 11 de setembro de 2022 | Nova Iorque      | Estados Unidos   | Barclays Center               | The Lemon Twigs Thursday                   | [ 29 ]           |
| 13 de setembro de 2022 | Detroit          | Estados Unidos   | Little Caesars Arena          | The Lemon Twigs Thursday                   | [ 29 ]           |
| 15 de setembro de 2022 | Saint Paul       | Estados Unidos   | Xcel Energy Center            | The Homeless Gospel Choir Thursday         | [ 29 ]           |
| 16 de setembro de 2022 | Chicago          | Estados Unidos   | Douglass Park                 | —                                          | [ 29 ]           |
| 18 de setembro de 2022 | Alpharetta       | Estados Unidos   | Ameris Bank Amphitheatre      | 100 gecs                                   | [ 30 ]           |
| 20 de setembro de 2023 | Newark           | Estados Unidos   | Prudential Center             | The Homeless Gospel Choir Thursday         | [ 29 ]           |
| 21 de setembro de 2022 | Newark           | Estados Unidos   | Prudential Center             | The Homeless Gospel Choir Midtown          | [ 29 ]           |
| 23 de setembro de 2022 | Dover            | Estados Unidos   | The Woodlands                 | —                                          | [ 29 ]           |
| 24 de setembro de 2022 | Sunrise          | Estados Unidos   | FLA Live Arena                | The Homeless Gospel Choir Midtown          | [ 29 ]           |
| 27 de setembro de 2022 | Houston          | Estados Unidos   | Toyota Center                 | Devil Master Midtown                       | [ 29 ]           |
| 28 de setembro de 2022 | Dallas           | Estados Unidos   | American Airlines Center      | Devil Master Midtown                       | [ 29 ]           |
| 30 de setembro de 2022 | Denver           | Estados Unidos   | Ball Arena                    | Taking Back Sunday Youth Code              | [ 29 ]           |
| 2 de outubro de 2022   | Portland         | Estados Unidos   | Moda Center                   | Taking Back Sunday Youth Code              | [ 29 ]           |
| 3 de outubro de 2022   | Tacoma           | Estados Unidos   | Tacoma Dome                   | Kimya Dawson Taking Back Sunday            | [ 29 ]           |
| 5 de outubro de 2022   | Oakland          | Estados Unidos   | Oakland Arena                 | Surfbort Taking Back Sunday                | [ 29 ]           |
| 7 de outubro de 2022   | Paradise         | Estados Unidos   | T-Mobile Arena                | Taking Back Sunday Youth Code              | [ 29 ]           |
| 8 de outubro de 2022   | Sacramento       | Estados Unidos   | Discovery Park                | —                                          | [ 31 ]           |
| 11 de outubro de 2022  | Inglewood        | Estados Unidos   | Kia Forum                     | Taking Back Sunday Youth Code              | [ 29 ]           |
| 12 de outubro de 2022  | Inglewood        | Estados Unidos   | Kia Forum                     | The Regrettes Shannon and the Clams        | [ 29 ]           |
| 14 de outubro de 2022  | Inglewood        | Estados Unidos   | Kia Forum                     | Meg Myers Nothing                          | [ 29 ]           |
| 15 de outubro de 2022  | Inglewood        | Estados Unidos   | Kia Forum                     | The Homeless Gospel Choir Thursday         | [ 29 ]           |
| 17 de outubro de 2022  | Inglewood        | Estados Unidos   | Kia Forum                     | Midtown Waterparks                         | [ 29 ]           |
| 23 de outubro de 2022  | Winchester       | Estados Unidos   | Las Vegas Festival Grounds    | —                                          | [ 29 ]           |
| 29 de outubro de 2022  | Winchester       | Estados Unidos   | Las Vegas Festival Grounds    | —                                          | [ 29 ]           |
| 18 de novembro de 2022 | Cidade do México | México           | Autódromo Hermanos Rodríguez  | White Lies                                 | [ 32 ]           |
| Ásia-Pacífico          |                  |                  |                               |                                            |                  |
| 11 de março de 2023    | Auckland         | Nova Zelândia    | The Outer Fields              | Lips Miss June Goodnight Nurse             | [ 33 ]           |
| 13 de março de 2023    | Brisbane         | Austrália        | Brisbane Entertainment Centre | Jimmy Eat World                            | [ 33 ]           |
| 14 de março de 2023    | Brisbane         | Austrália        | Brisbane Entertainment Centre | Jimmy Eat World                            | [ 33 ]           |
| 16 de março de 2023    | Melbourne        | Austrália        | Rod Laver Arena               | Jimmy Eat World                            | [ 33 ]           |
| 17 de março de 2023    | Melbourne        | Austrália        | Rod Laver Arena               | Jimmy Eat World                            | [ 33 ]           |
| 19 de março de 2023    | Sydney           | Austrália        | Qudos Bank Arena              | Jimmy Eat World                            | [ 33 ]           |
| 20 de março de 2023    | Sydney           | Austrália        | Qudos Bank Arena              | Jimmy Eat World                            | [ 33 ]           |
| 25 de março de 2023    | Chiba            | Japão            | Makuhari Messe                | —                                          | [ 29 ]           |
| 26 de março de 2023    | Osaka            | Japão            | Intex Osaka                   | —                                          | [ 29 ]           |

### Datas canceladas
| Data                   | Cidade         | País           | Local                      | Razão                                          | Ref.   |
| ---------------------- | -------------- | -------------- | -------------------------- | ---------------------------------------------- | ------ |
| 20 de março de 2020    | Ascot Vale     | Austrália      | Melbourne Showgrounds      | Pandemia de COVID-19                           | [ 34 ] |
| 21 de março de 2020    | Sydney         | Austrália      | The Domain                 | Pandemia de COVID-19                           | [ 34 ] |
| 1 de julho de 2020     | Sopron         | Hungria        | Volt Festival              | Pandemia de COVID-19                           | [ 35 ] |
| 16 de junho de 2020    | São Petesburgo | Rússia         | Ice Palace                 | Invasão da Ucrânia pela Rússia (2022–presente) | [ 36 ] |
| 17 de junho de 2022    | Moscou         | Rússia         | Luzhniki Olympic Complex   | Invasão da Ucrânia pela Rússia (2022–presente) | [ 36 ] |
| 19 de junho de 2022    | Kiev           | Ucrânia        | Sky Family Park            | Invasão da Ucrânia pela Rússia (2022–presente) | [ 36 ] |
| 18 de setembro de 2022 | Atlanta        | Estados Unidos | Parque Piedmont            | Leis armamentistas na Geórgia                  | [ 37 ] |
| 22 de outubro de 2022  | Winchester     | Estados Unidos | Las Vegas Festival Grounds | Alerta de vento forte                          | [ 38 ] |

## Ficha técnica
My Chemical Romance
- Frank Iero – guitarra rítmica, vocais de apoio
- Ray Toro – guitarra principal, vocais de apoio
- Gerard Way – vocais principais
- Mikey Way – baixo

Músicos adicionais
- Jarrod Alexander – bateria, percussão
- Jamie Muhoberac – teclados